# Бой у деревни Хлуднево

Памятник на месте гибели лыжников-чекистов

Бой у дере́вни Хлу́днево — один из боёв заключительного этапа битвы за Москву в ходе Великой Отечественной войны, произошедший 23 января 1942 года у дере́вни Хлу́днево Калужской области.

## Предшествующие события
Отдельная мотострелковая бригада особого назначения НКВД СССР (ОМСБОН) была сформирована 2 октября 1941 года из Войск Особой группы при НКВД СССР, образованных 26—27 июня 1941 года. ОМСБОН напрямую подчинялась 2-му отделу НКВД СССР (созданному 3 октября 1941 года на основе бывшей Особой группы при НКВД), и в дальнейшем — 18 января 1942 года, преобразованного в 4-е (диверсионное) управление НКВД СССР (начальник 2-го отдела, затем 4-го управления — старший майор госбезопасности П. А. Судоплатов). Командиром бригады был назначен полковник М. Ф. Орлов.
С началом зимы 1941—1942 годов, на основе мотострелковых рот из состава ОМСБОН стали формировать мобильные лыжные отряды особого назначения для тактических разведывательных и диверсионных операций в ближнем тылу противника.
18 января 1942 года 4 отряда ОМСБОН, общей численностью около 315 человек (в среднем примерно по 80 человек в каждом), прибыли в район Сухиничей — в расположение 328-й стрелковой дивизии 10-й армии Западного фронта, с начала января 1942 года ведущей кровопролитные бои по уничтожению блокированной в данном районе группировки немецких войск. При этом, на момент прибытия отрядов ОМСБОН, части 328-й дивизии были уже довольно сильно обескровлены непрерывными боями — к тому времени в каждом из её полков, в среднем, насчитывалось около 50 боеспособных бойцов.
Основные составы первых 2-х из четырёх отрядов особого назначения составляли бойцы 1-го мотострелкового полка ОМСБОН, других 2-х отрядов — бойцы 2-го мотострелкового полка ОМСБОН. Командиры отрядов: из состава 1-го полка ОМСБОН — капитан Н. А. Васин и старший лейтенант М. К. Бажанов, из состава 2-го полка ОМСБОН — капитан Н. С. Горбачёв и старший лейтенант К. З. Лазнюк (кадровый пограничник).
Первоначально в задачу всех четырёх отрядов входил переход линии фронта в районе села Маклаки Думиничского района, с последующим продолжением диверсионной работы в тылу немецких частей — в Жиздринском и Людиновском районах. Дальнейшей целью отрядов был выход к лесам Брянской области для связи с действовавшими там партизанами.
21 января 1942 года омсбоновцы понесли первые боевые потери: во время налёта немецкой авиации на станцию Брынь, погибло командование отрядами особого назначения — заместитель командира ОМСБОН полковник И. М. Третьяков и военный комиссар ОМСБОН капитан госбезопасности А. А. Максимов, прибывшие вместе с отрядами на фронт.
Оставшись без объединённого управления, старший лейтенант М. К. Бажанов со своим отрядом предпринял попытку самостоятельно выйти в тыл противника в районе Думиничей, что, судя по всему, ему удалось сделать, так как в январе — феврале 1942 года его отряд выполнил ряд боевых заданий в районе деревень Дубровка, Репица и других.
Оставшиеся 3 отряда особого назначения расположились в Гульцово Думиничского района — в ожидании решения командованием 10-й армии вопроса по обеспечению их перехода за линию фронта. Тем не менее, командованием 10-й армии принимается согласованное с Москвой решение о временной передаче трёх оставшихся отрядов ОМСБОН в своё оперативное подчинение.
Один из трёх отрядов особого назначения под командованием капитана Н. А. Васина был послан оборонять деревню Попково Сухиничского района, а два других — под командованием капитана Н. С. Горбачёва и старшего лейтенанта К. З. Лазнюка, решено было передать в распоряжение командира 328-й дивизии полковника П. А. Ерёмина — для использования их при нанесении ударов по противнику, прорывавшемуся на помощь окружённой в Сухиничах группировке немецких войск. Отряд Лазнюка, сформированный из бойцов 1-го батальона 2-го мотострелкового полка ОМСБОН (командир батальона — капитан М. С. Прудников), на момент прибытия в полосу ответственности 10-й армии имел в своём составе 81 человек (включая командира отряда).
В ночь с 21 на 22 января 1942 года оба отряда ОМСБОН, приданные 328-й дивизии, совместно с одним из её стрелковых батальонов (вернее того, что от него к тому времени осталось — всего около 30 человек!) приняли участие в неудачном для них бою за деревню Кишеевку Думиничского района. Отряд Лазнюка понёс ощутимые потери: 5 человек убитыми и пропавшими без вести, не считая раненых и обмороженных, в результате чего в строю осталось 36 бойцов отряда. Понёс потери и отряд Горбачёва — в его составе осталось не более 50 активных бойцов.

## Бой в ночь с 22 на 23 января 1942 года
22 января 1942 года отряду К. З. Лазнюка ставится задача — выступить из Гульцово, воспользовавшись отсутствием сплошной линии фронта скрытно совершить марш-бросок до деревни Хлуднево, и внезапным ударом с юга, совместно с подразделениями 328-й стрелковой дивизии, наносящими удар с фронта, выбить оттуда противника, численностью по предварительным данным около взвода. Через Хлуднево проходил большак на Сухиничи, который имел стратегическое значение.
В связи с предположительной малочисленностью немецких сил в Хлуднево, удар решено было нанести наиболее боеспособной частью отряда: группой из 27 бойцов, включая командный и начальствующий состав — командира отряда К. З. Лазнюка, военного комиссара отряда М. Т. Егорцева и командира взвода П. Н. Слауцкого.
Совершив лыжный переход по заснеженному бездорожью, с коротким привалом у села Которь, поздно вечером 22 января омсбоновцы заняли боевые позиции на окраине Хлуднево. Группа разведчиков, посланная в деревню, установила, что в Хлуднево не взвод, а судя по всему батальон численностью до 400 человек, имеющий в своём составе миномёты, а также около четырёх танков. Тем не менее, несмотря на неравенство сил, было принято решение вступить в бой, рассчитывая на внезапность удара и своевременную поддержку подразделений 328-й дивизии.
Около полуночи 23 января 1942 года, бесшумно сняв часовых, бойцы Лазнюка скрытно вошли в деревню, рассредоточились по позициям и стремительно начали атаку, которая сначала оборачивалась в их пользу. Одна группа, возглавляемая красноармейцем В. Я. Захаровым, пробралась к зданию где квартировали немецкие офицеры и забросала его гранатами. Младший сержант А. П. Кругляков совместно с красноармейцем И. Т. Корольковым закидали гранатами дом, в котором находилось около 16 гитлеровцев, уничтожив практически всех.
Фашисты в панике стали выбегать на улицу, попадая под перекрёстный огонь советских бойцов, занявших позиции вокруг домов где ночевали немцы. Группа сержанта госбезопасности М. Т. Егорцева отсекала немецких танкистов, бросившихся к своим боевым машинам, стоявшим на другой стороне деревни.
Однако вскоре противник понял, что ему противостоит немногочисленный отряд. К тому же подразделения 328-й дивизии запаздывали к месту событий. Враг стал оказывать организованное сопротивление. Немцам всё же удалось прорваться и завести 3 танка, которые открыли пулемётно-орудийный огонь. Старшине И. Е. Бойченко, красноармейцу В. Ф. Москаленко и сержанту госбезопасности М. Т. Егорцеву удалось вывести их из строя, забросав связками противотанковых гранат.
Обстановку осложнило ещё и то, что в тот момент к деревне подошла немецкая моторизованная колонна, шедшая из Маклаков, по всей видимости на подкрепление занявшему позиции в Хлуднево батальону противника. Подошедшие немецкие подразделения, с ходу оценив обстановку, складывавшуюся не в пользу местного гарнизона, начали окружение деревни где шёл неравный бой, с целью блокирования и уничтожения советского отряда.
По отряду Лазнюка заработали немецкие миномёты. Отряд стал нести потери. Осколком мины был ранен К. З. Лазнюк. От второго ранения — пулевого в голову, он потерял сознание. Командование отрядом принял комиссар М. Т. Егорцев.
Красноармейцу Е. А. Ануфриеву и раненому младшему сержанту А. П. Круглякову было приказано спасти жизнь командира — любой ценой вынести его к своим. Это им удалось сделать, с большим трудом выбравшись по небольшой лощине, ещё не перекрытой вражеским огнём. Остальные чекисты продолжали вести бой, отразив несколько атак противника. С каждой минутой вражеское кольцо всё теснее сжималось вокруг горстки храбрецов. Заняв круговую оборону в стоящем на краю деревни сарае, омсбоновцы отчаянно сражались с врагом, надеясь на помощь подразделений 328-й стрелковой дивизии.
Однако подразделения 328-й дивизии так и не начали запланированную совместную атаку, заранее оговорённую с лыжниками Лазнюка. Воины-чекисты несколько часов держали оборону. В бою они уничтожили около 100 гитлеровцев, но силы были неравны. От миномётного огня загорелась, а затем обрушилась пылающая крыша сарая. Наступил момент, когда вести бой мог только замполитрука Л. Х. Паперник. Немцы рассчитывали взять его в плен. Подождав, когда солдаты противника подойдут к нему вплотную, Паперник сорвал чеку с последней гранаты, подорвав себя и окруживших его фашистов.

## Итоги
Из 27 бойцов отряда, участвовавших в атаке на Хлуднево, в живых остались только пятеро (кроме раненного командира отряда и вынесших его бойцов, ещё двое были либо приняты немцами за погибших, либо не замечены в темноте, после чего им удалось выбраться к своим):
- К. З. Лазнюк;
- А. П. Кругляков;
- Е. А. Ануфриев;
- И. Т. Корольков;
- Б. Л. Перлин.

В отряд Лазнюка входил поэт Семён Гудзенко (оставленный К. З. Лазнюком в Гульцово), который очень переживал, что не участвовал в том бою:
```
… Однополчан узнал я в чёрных трупах.
Глаза родные выжег едкий дым.
И на губах, обветренных и грубых,
Кровь запеклась покровом ледяным.
Мы на краю разбитого селенья
Товарищей погибших погребли.
Последний заступ каменной земли —
И весь отряд рванулся в наступленье…
```

В боевом донесении штабу Западного фронта командующий 16-й армией генерал-лейтенант К. К. Рокоссовский и член военного совета А. А. Лобачёв писали: 
… Задача командования, поставленная отряду старшего лейтенанта К. З. Лазнюка, была выполнена. Герои-чекисты задержали фашистов в деревне Хлуднево до подхода основных сил 16-й армии. Это дало возможность совместными, действиями соединений 10-й и 16-й армии разгромить крупную группировку гитлеровских войск в Сухиничах. Лыжники-чекисты совершили бессмертный подвиг и достойны высокой награды…
За проявленное мужество и героизм 22 погибших бойца ОМСБОН посмертно награждены орденами Ленина, вынесшие из боя раненного командира А. П. Кругляков и Е. А. Ануфриев — орденами Красного Знамени, командир отряда К. З. Лазнюк — орденом Ленина. Один из пяти выживших И. Т. Корольков — орденом Красной Звезды. Замполитрука Л. Х. Папернику присвоено звание Героя Советского Союза (посмертно). Последний выживший участник боя — раненный Б. Л. Перлин был также представлен к награждению орденом Красной Звезды, но затем совершил дисциплинарный проступок и награждение отменили.
Оставшиеся в живых бойцы из отрядов Горбачёва и Лазнюка были объединены в один, командиром которого стал лейтенант Т. А. Кривцов (капитан Н. С. Горбачёв погиб в ходе боя в районе Чваново 23 января 1942 года). Вместе с частями 328-й дивизии (впоследствии 31-я гвардейская) этот отряд принимал участие в освобождении Кишеевки, Маклаков и Поляны. Отряд капитана Н. А. Васина стойко оборонял вверенный ему участок в районе Попково, понеся большие потери (капитан Н. А. Васин в этих боях погиб), однако частям вермахта так и не удалось прорваться на помощь осаждённой немецкой группировке в Сухиничах через его позиции. После чего, в период 10—14 февраля 1942 года, остатки отрядов ОМСБОН отозвали в Москву. Часть бойцов из их бывших составов впоследствии присоединилась к новым отрядам, отправлявшимся в тыл врага.

## Память
Стела в память о подвиге 22 отважных лыжников, погибших в бою у деревни Хлуднево
| ФИО | ФИО                            | Воинская должность    | Воинское или специальное звание      | Награда                | Награда                | Награда |
| --- | ------------------------------ | --------------------- | ------------------------------------ | ---------------------- | ---------------------- | ------- |
|     | Лазнюк Кирилл Захарович        | командир роты         | старший лейтенант                    | Орден Ленина           | Орден Ленина           |         |
|     | Егорцев Михаил Тимофеевич      | политрук роты         | сержант государственной безопасности | Орден Ленина           | Орден Ленина           | †       |
|     | Слауцкий Пётр Никифорович      | командир взвода       | младший лейтенант                    | Орден Ленина           | Орден Ленина           | †       |
|     | Бойченко Иван Егорович         | командир отделения    | старшина                             | Орден Ленина           | Орден Ленина           | †       |
|     | Серяков Георгий Васильевич     | командир отделения    | сержант                              | Орден Ленина           | Орден Ленина           | †       |
|     | Кругляков Алексей Павлович     | командир отделения    | младший сержант                      | Орден Красного Знамени | Орден Красного Знамени |         |
|     | Лягушев Иван Иванович          | командир отделения    | красноармеец                         | Орден Ленина           | Орден Ленина           | †       |
|     | Паперник Лазарь Хаймович       | снайпер, замполитрука | красноармеец                         | Герой Советского Союза | Орден Ленина           | †       |
|     | Аверкин Владимир Павлович      | стрелок               | красноармеец                         | Орден Ленина           | Орден Ленина           | †       |
|     | Ануфриев Евгений Александрович | стрелок               | красноармеец                         | Орден Красного Знамени | Орден Красного Знамени |         |
|     | Аулов Михаил Алексеевич        | стрелок               | красноармеец                         | Орден Ленина           | Орден Ленина           | †       |
|     | Бочаров Павел Иванович         | сапёр                 | красноармеец                         | Орден Ленина           | Орден Ленина           | †       |
|     | Бриман Александр Августович    | стрелок               | красноармеец                         | Орден Ленина           | Орден Ленина           | †       |
|     | Головаха Михаил Васильевич     | боец                  | красноармеец                         | Орден Ленина           | Орден Ленина           | †       |
|     | Дешин Евгений Васильевич       | боец                  | красноармеец                         | Орден Ленина           | Орден Ленина           | †       |
|     | Захаров Владимир Яковлевич     | стрелок               | красноармеец                         | Орден Ленина           | Орден Ленина           | †       |
|     | Кишкель Александр Иванович     | стрелок               | красноармеец                         | Орден Ленина           | Орден Ленина           | †       |
|     | Копытов Иван Гаврилович        | стрелок               | красноармеец                         | Орден Ленина           | Орден Ленина           | †       |
|     | Корольков Иван Тимофеевич      | снайпер               | красноармеец                         | Орден Красной Звезды   | Орден Красной Звезды   |         |
|     | Лебедев Николай Фёдорович      | боец                  | красноармеец                         | Орден Ленина           | Орден Ленина           | †       |
|     | Москаленко Валерий Фёдорович   | стрелок               | красноармеец                         | Орден Ленина           | Орден Ленина           | †       |
|     | Олесик Алексей Наумович        | стрелок               | красноармеец                         | Орден Ленина           | Орден Ленина           | †       |
|     | Перлин Борис Лазаревич         | боец                  | красноармеец                         |                        |                        |         |
|     | Соловьёв Михаил Васильевич     | боец                  | красноармеец                         | Орден Ленина           | Орден Ленина           | †       |
|     | Храпин Андрей Петрович         | стрелок               | красноармеец                         | Орден Ленина           | Орден Ленина           | †       |
|     | Ястребов Михаил Михайлович     | стрелок               | красноармеец                         | Орден Ленина           | Орден Ленина           | †       |
|     | Молчанов Алексей Петрович      | фельдшер              | —                                    | Орден Ленина           | Орден Ленина           | †       |

17 декабря 1967 года в деревне Хлуднево в память о героическом подвиге воинов-чекистов открыт обелиск боевой славы, построенный на средства действующих офицеров и ветеранов КГБ. Там дважды в год, 23 января и 9 мая, проходят митинги с участием местных жителей, сотрудников ФСБ и курсантов специализированного училища.
По следам событий московские художники П. П. Соколов-Скаля и А. И. Плотнов написали картину «Подвиг 22 героев-лыжников», которая в настоящее время находится в Центральном пограничном музее ФСБ России.

## Комментарии
1. ↑  Репица — согласно источнику[13], но вероятнее всего не Репица, а Речица.
2. ↑  В это время остатки дивизий бывшей 10-й армии были переданы под его командование[21].
3. ↑  Чваново — согласно источнику[23], но вероятнее всего не Чваново, а Шваново Думиничского района: 54°02′12″ с. ш. 35°07′06″ в. д.HGЯO